# Ковалюк Роман Олексійович

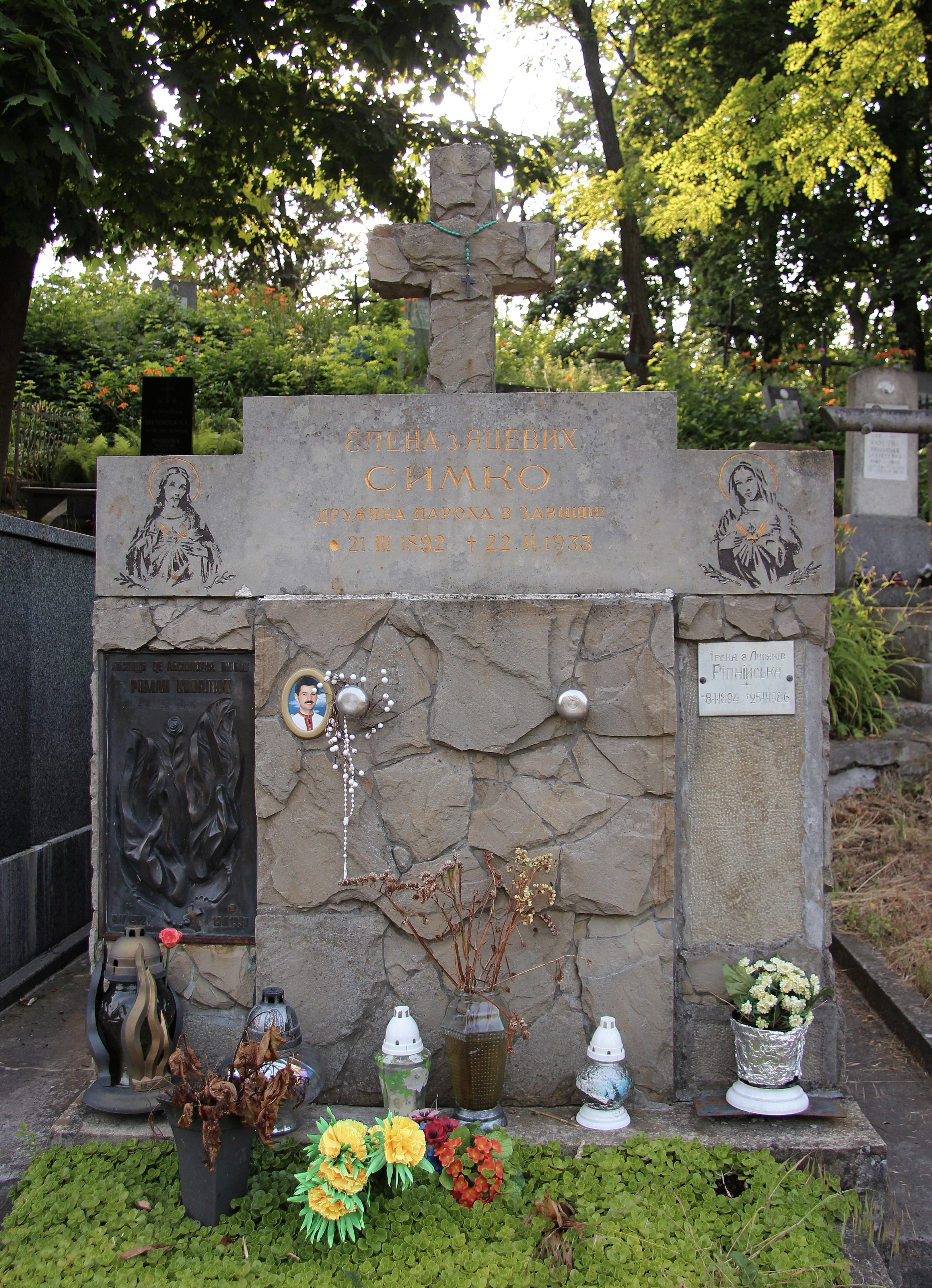

Ковалюк Роман Олексійович (8 травня 1972, Львів — 19 лютого 1998, Токіо) — український фізик і співак.

## Біографія
Народився Роман 8 травня 1972 року в українській родині Орисі та Олексія Ковалюків. Навчався у Львівській спеціалізованій школі № 4 з поглибленим вивченням англійської мови й паралельно в музичній школі № 2.
Був студентом фізичного факультету Львівського університету ім. І. Франка.
Закінчив з відзнакою університет, залишився на кафедрі фізики. Пізніше здобув грант від Японського Уряду для дворічного стажування в Японії.

Книги, присвячені Р. Ковалюку

Організував у токійському храмі хор, яким диригував - Українська коляда у виконанні церковного хору. Японія, Токіо, 1996 р.. У студентському гуртожитку зорганізував культурно-мистецький куточок України.
19 лютого 1998 року покинув земний світ наш сучасник, котрий може служити еталоном  людини, полум'яного українського патріота, різносторонньо талановитої, діяльної й, воістину, святої особистості.
Молодим він був і молодим залишився навічно. Покинув цей світ, залишивши нам яскравий зразок бездоганного життя.
Роман був всесторонньо талановитим: чудово грав на скрипці, фортепіано і гітарі. Гарно співав і танцював, деякий час займався бальними танцями, складав пісні, пишучи слова і музику. Також був добрим спортовцем, грав у теніс, здійснював велосипедні прогульки, згодом захопився японською боротьбою айкі-доо.
Закінчив із золотою медаллю Львівську спеціалізовану школу № 4 з поглибленим вивченням англійської мови, музичну школу та з відзнакою фізичний факультет Львівського університету ім. І. Франка. Вільно володів англійською, німецькою, польською і японською мовами. Як фізик-науковець працював над дисертацією.
При цьому всьому виділявся надзвичайною побожністю, скромністю, доброзичливістю до людей та готовністю приходити на допомогу. Його можна вважати справді святою людиною 
У 1996 році Роман отримав престижний грант від японського уряду для дворічного стажування як науковця-дослідника в Японії. У Токіо якнайкраще репрезентував незнайому для японців Україну, виступав на міжнародних конференціях, активно співпрацював з християнськими храмами, невпинно популяризував українську культуру.
У січні 1998 року на IX Міжнародному пісенному фестивалі в Токіо Роман виконав свою улюблену "Червону руту" та отримав перше місце. Про нього писали численні газети світу… Однак, напередодні запланованої урочистої вечірки на честь переможців конкурсу, Романа знайшли вбитим на території Токійського університету.
У січні 1998 року Роман Ковалюк після перемоги у відбіркових турах став лауреатом IX Міжнародного пісенного фестивалю в Японії.
19 лютого 1998 року Романа знайшли вбитим на території Токійського університету.
Похований у родинному гробівці на 44-му полі Личаківського цвинтаря.